# Plastificação
Processo de acabamento gráfico no qual se aplica um filme plástico sob calor ou pressão sobre uma folha impressa, a fim de protegê-la e melhorar-lhe a aparência.
Os filmes plásticos (polipropileno e polietileno) aplicados neste processo podem ser brilhantes ou foscos. Como alternativa temos os filmes metalizados, perolizados, iridescentes, holográficos etc.
A diferença entre a plastificação e a laminação reside no fato de a plastificação ser aplicada utilizando o calor e a pressão e a laminação ser a frio, com o emprego de adesivos.